# Invidia degli dèi

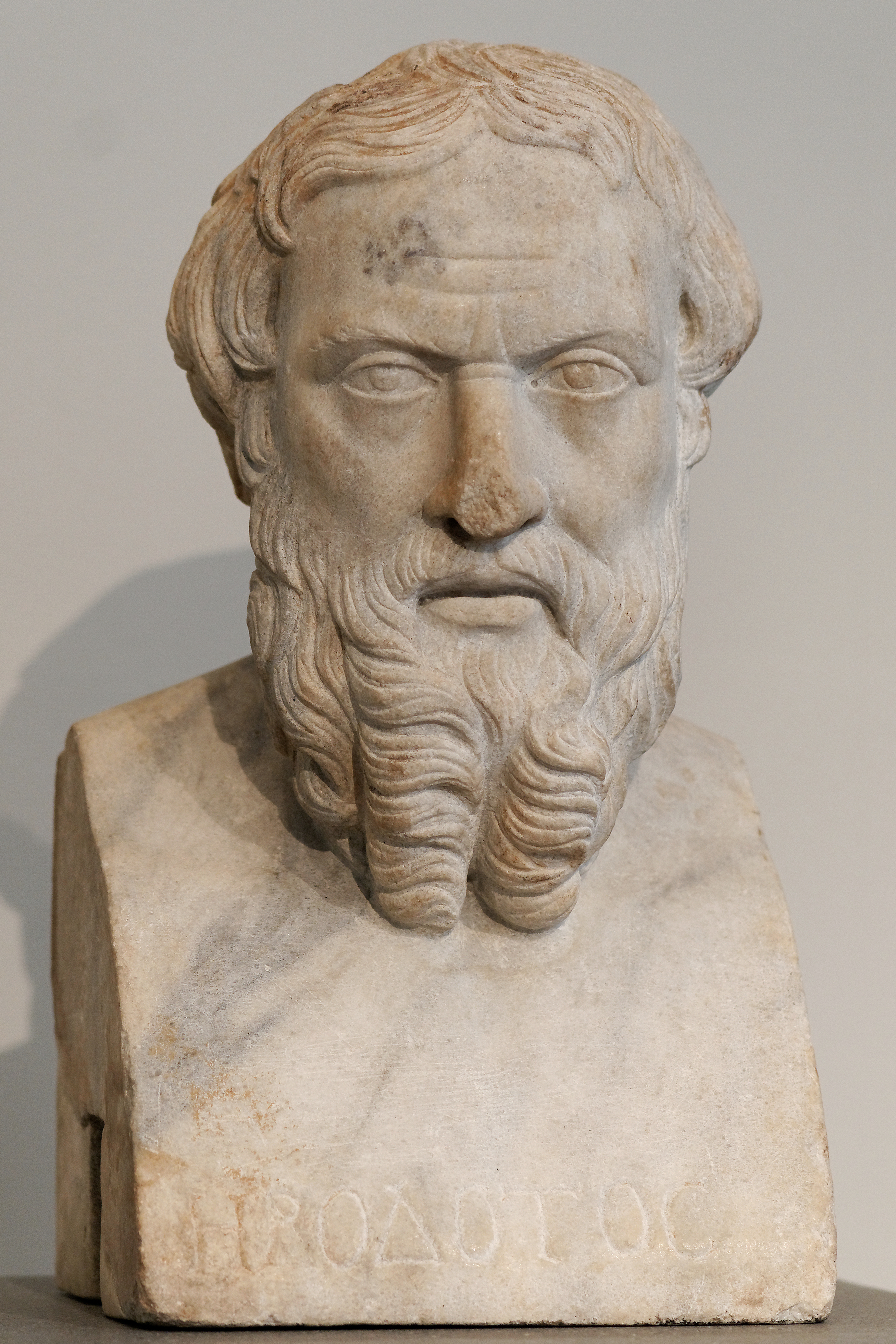
Busto di Erodoto (484 a.C.–425 a.C.)

L'invidia degli dèi (φθόνος τῶν θεῶν) è un'espressione che è stata interpretata nel senso che questo sentimento malevolo appartenesse persino agli dèi, dagli umani attributi, custodi gelosi della propria gloria e del proprio potere. Le divinità invidiose non tolleravano che gli umani si avvicinassero alla natura divina e perciò, quando questi si fossero spinti al di là dei limiti stabiliti, venivano puniti con la morte o privati della loro gloria. Questa interpretazione, alla luce delle analisi filologiche, è stata considerata non sempre aderente alla cultura greca più antica.

## Storia del termine
Ancor prima che nella cultura greca un accenno all'invidia o gelosia del dio si ritrova nel testo dell'Antico Testamento dove viene usata la locuzione "אֵל קַנָּא", (El qannā; Dio geloso). Il termine "קַנָּא" (qannā) è riferito soltanto a Dio ("אֵל"; El) in due libri del Pentateuco (VII secolo a.C.). Nell'episodio in cui la divinità detta il decalogo a Mosè, Dio gli ingiunge: «Non ti prosternerai davanti a questi idoli, né li servirai perché: io sono infatti il signore Dio tuo e io sono un Dio zēlōtḗs»». San Girolamo traduce "qannā" con il termine greco ζηλώτης (derivato di ζῆλος) che significa "colui che è zelante, geloso".
In Omero e nei lirici Pindaro e Bacchilide si trova l'uso del verbo φθονέω con il significato di "negare", "vietare", "opporsi" e del sostantivo derivato φθόνος nel senso di "divieto". Così Penelope per non addolorarsi per l'assenza di Ulisse "vieta" all'aedo Femio di ricordare con il canto le sventure degli Achei al loro ritorno in patria. In Esiodo il termine viene usato con il significato di "gelosia" che è quella che, ad esempio, un aedo ha nei confronti di un altro aedo.
Il termine φθόνος si ritrova con la sfumatura di "invidia" in Pindaro e Bacchilide e, più tardi, l'espressione φθόνος τῶν θεῶν è citata interamente in Eschilo e in Euripide, ma mai in Erodoto che per definire la divinità invidiosa usa il termine φθονερός ma anche ταραχώδης ovvero "che sconvolge" "turbolento". 
Erodoto nell'episodio di Feretime, autrice di una inumana carneficina, racconta che la donna muore per una terribile malattia, «perché le vendette umane troppo violente sono odiose agli dèi».
Più che di invidia sembra dunque che il termine φθόνος venga usato nel senso di "divieto" che gli dèi impongono ai mortali di non superare la misura cadendo nell'eccesso e meritando la punizione divina. Esplicitamente Erodoto afferma che gli dèi abbattono gli animali più imponenti e gli edifici e gli alberi più alti, perché quelli piccoli e bassi non danno loro fastidio.

## Invidia o divieto?
Sempre in Erodoto però il termine sembra assumere talvolta un significato poco aderente a quello di divieto divino. Diversi personaggi delle sue Storie sembrano essere stati condannati a pene severe solamente perché la loro vita attraversava un periodo felice come risalta nel discorso di Solone a Creso, nella lettera di Amasis a Policrate, dove si avverte del pericolo della terribile fine che capita in sorte quando la divinità è "invidiosa" (τὸ θεῖον ἐπισταμένῳ ὡς ἔστι φθονερόν) e così similmente nel dialogo di Artabano con Serse.
Dalla lettura della precedente vita di questi personaggi, prima che li colpisse l'ira degli dèi, si evidenzia che in tutti questi si agitasse una forte ambizione sostenuta da una grande fortuna: così Creso viene punito con la morte del figlio perché affermava apertamente di essere il più felice degli uomini. Serse, incurante della proibizione divina, è punito per la sua ambizione senza limiti che lo ha fatto cadere nella hybris. Come dirà Temistocle: «Non siamo certo noi che abbiamo compiuto quest’impresa, ma gli dèi e gli eroi, i quali non vollero (ἐφθόνησαν) che un solo uomo, per di più empio e criminale, regnasse sull’Asia e sull’Europa; egli non ha fatto differenza tra templi e case, bruciando e abbattendo le statue degli dèi; egli che ha persino sferzato il mare e gli ha imposto i ceppi».
Questo avvenimento serve anche a chiarire che nelle Storie di Erodoto gli dèi ben raramente intervengono ad aiutare i mortali nelle avversità della loro vita ma più spesso li puniscono non solo per ciò che hanno fatto ma anche per aver progettato il male. Così avviene per Glauco, figlio di Epicide, che chiede alla Pizia se egli possa derubare un suo ospite. Rimproverato dalla sacerdotessa, Glauco rinuncia e chiede perdono agli dèi che implacabilmente annientano tutta la sua famiglia «fin dalle sue radici». 
Così la colpa di Serse è di aver semplicemente pensato il suo piano d’attacco alla Grecia e, benché poi dubiti di suscitare così l'ira degli dèi e pensi di desistere dalla sua impresa, gli dèi stessi gli invieranno un sogno che lo spingerà a realizzare il suo piano e a violare il divieto (φθόνος) divino.

## Solo il saggio capisce il divieto
A complicare l'esistenza dell'uomo colpito dal divieto accade che egli non capisca quale condotta dovrà attuare per salvarsi dall'ira divina e talvolta la intende solo dopo che la disgrazia l'abbia colpito oppure imparando facendo propria l'esperienza dolorosa attraversata da altri. Così in Eschilo che mostra come le azioni delle divinità sugli uomini non sono prodotte da semplice invidia, ma sono conseguenze edificanti di una colpa umana, poiché gli dèi sono assoluti garanti di giustizia e di ripristino dell'ordine, e dunque alla ὕβρις corrisponde sempre il saggio ammaestramento divino, attraverso la punizione. Giustizia (δίκη), insomma, è la legge che gli dèi impongono al mondo e che spiega la casualità degli avvenimenti, apparentemente inesplicabile, regolando con bilance esattissime la colpa e la punizione, rivelandosi allora come un immanente ingranaggio che non lascia scampo a chi si è macchiato di una colpa o a chi ne "eredita" una commessa dai propri antenati. 
Eschilo mantiene, infatti, l'antica idea che la condanna del delitto travalichi la colpa immediata dell'individuo che l'ha commessa, propagando la responsabilità dell'accaduto sull'intera stirpe: così, anche la vittima incolpevole si lega al male ed è costretta a commettere a sua volta una colpa, di cui comunque si rivela cosciente e perciò consapevole e responsabile, seppure dietro lo schermo della necessità.
Alla luce della funzione edificante della punizione è chiaro che attraverso il dolore, che ogni uomo è destinato a soffrire, l'essere umano matura la propria conoscenza (πάθει μάθος): si rende cioè conto, scontando la propria pena, dell'esistenza di un ordine perfetto e immutabile che regge il suo mondo. Anche in Tacito la concezione dell'apprendimento attraverso la sofferenza: 
Più spesso accade però che l'uomo non capisca il divieto degli dei «il male sembra un bene a chi è stato accecato dal dio ed ancora per pochissimo tempo costui è libero dall’accecamento.. Il divieto della divinità spesso confonde l'uomo conducendolo a quell'errore che, sia pure inconsapevole, per "necessità" deve essere punito. L'uomo non capisce e accusa di invidia la divinità.

## La psicologia sull'invidia degli dèi
Anche la psicologia e la psicanalisi si sono interessati del tema dell "invidia degli dèi" rapportandola all'argomento più generale dell'invidia. Lo psicanalista Aldo Carotenuto ha osservato come «L’invidia è  la grande antagonista della creatività.» e che gli eroi greci come Prometeo sono colpiti dall'invidia divina perché sono personaggi eccezionali, creativi «che per poter esprimere le loro idee si sono dovute scontrare con l’invidia altrui e con la solitudine»